# AEK Atenes FC
|  | Aquest article tracta sobre la secció de futbol de l'AEK. Vegeu-ne altres significats a «Athlitiki Enosis Konstantinoupoleos». |

L'AEK FC (grec modern: AEK - Αθλητική Ένωσις Κωνσταντινουπόλεως - Athlitiki Enosis Konstantinoupoleos), és la secció de futbol del Athlitiki Enosis Konstantinoupoleos, a la ciutat d'Atenes, Grècia.

## Història
Va ser fundat el 13 d'abril de 1924 per refugiats grecs de la ciutat d'Istanbul.
El 1924, un grup de refugiats de Constantinoble establerts als nous suburbis d'Atenes de Nea Filadelfeia, Nea Ionia i Nea Smirni (entre ells atletes del Pera Club) decidiren la creació de l'AEK.
La secció de futbol del club ràpidament agafà popularitat i es convertí en la primera dins dels refugiats grecs d'Atenes. Inicialment no tenia estadi propi i jugà a terrenys al Temple de Zeus a Olímpia i a l'estadi Leoforos Alexandras. L'any 1930, a la zona de Nea Filadelfia, inaugurà el seu primer estadi, l'estadi Nikos Goumas, on jugà durant 70 anys. L'any 1932 guanyà el seu primer títol important, la copa grega, i el 1939 guanyà el doblet, fent seus els títols de lliga i copa.
Des de la demolició de l'estadi Nikos Goumas, el 2003, l'AEK disputa els seus partits a l'estadi Spiridon Louis (Estadi Olímpic d'Atenes). En el futur té prevista la construcció d'un nou estadi a la zona d'Ano Liosia, que serà anomenat AEK Arena.

## Palmarès
- 13 Lliga grega de futbol:
  - 1939, 1940, 1963, 1968, 1971, 1978, 1979, 1989, 1992, 1993, 1994, 2018, 2023
- 16 Copa grega de futbol:
  - 1932, 1939, 1949, 1950, 1956, 1964, 1966, 1978, 1983, 1996, 1997, 2000, 2002, 2011, 2016, 2023
- 2 Supercopa grega de futbol:
  - 1989, 1996
- 1 Copa de la Lliga grega:
  - 1990 (record)
- 5 Campionat d'Atenes:
  - 1940, 1943, 1946, 1947, 1950

## Jugadors destacats
| - Alexandros Alexandris - Christos Ardizoglou - Elias Atmatsidis - Vasilis Borbokis - Nikos Christidis - Giorgos Dedes - Vasilis Dimitriadis - Mimis Domazos - Giorgos Donis - Kostas Eleftherakis - Lysandros Georgamlis - Grigorios Georgatos - Christos Itzoglou - Ioannis Kalitzakis - Mikhàlis Kapsís - Giorgos Karafeskos - Vaios Karagiannis - Mikhàlis Kasapis - Christos Kostis - Kostas Katsuranis - Vasilis Lakis - Stélios Manolàs | - Thomàs Mavros - Tasos Mitropoulos - Kleanthis Maropoulos - Dimitris Nalitzis - Kostas Negrepontis - Kostas Nestoridis - Demis Nikolaidis - Kostas Nikolaidis - Pantelis Nikolaou - Takis Nikoloudis - Mimis Papaioannou - Andreas Papaemmanouil - Petros Ravousis - Dimitris Saravakos - Stélios Serafeidis - Stélios Skevofilakas - Andreas Stamatiadis - Stefanos Theodoridis - Apostolos Toskas - Vasilis Tsiartas - Tryfon Tzanetis - Vangelis Vlachos - Theódoros Zagorakis - Bruno Alves - Koffi Amponsah | - Paulo Assunção - Emerson - Dušan Bajević - Dragan Ciric - Ilija Ivić - Daniel Batista - Khristo Bónev - Ilian Iliev - Milen Petkov - Walter Centeno - Mauricio Wright - Bruno Cirillo - Stefano Sorrentino - Anton Doboş - Thomas Edmond - Márton Esterházy - António Folha | - Carlos Gamarra - Arnar Grétarsson - Temuri Ketsbaia - Frank Klopas - Bledar Kola - Michel Kreek - Lefter Küçükandonyadis - Henrik Nielsen - Mirosław Okoński - Ioannis Okkas - Giorgos Savvidis - Jim Patikas - Trevor Ross - Refik Šabanadžović - Franjo Vladić - Håkan Sandberg - Toni Savevski - Kelvin Sebwe - Christopher Wreh - Ifeanyi Udeze - Oleh Venglinsky - Milton Viera - Fernando Navas - Walter Wagner |

## Entrenadors destacats
| - Kostas Negrepontis - Tryfon Tzanetis - Stan Anderson - Dušan Bajević | - Ljubiša Tumbaković - Oleh Blokhín - Zlatko Čajkovski - Jenő Csaknady | - Ferenc Puskás - Frantisek Fadrhonc - Eugene Gerards - Jacek Gmoch | - Fernando Santos - Toni Savevski - Helmut Senekowitsch |